# Про единство церкви Божией
«Про единство церкви Божией» — произведение полемической литературы Речи Посполитой, созданное Василием Суражским-Малюшицким, напечатанное в Острожской типографии в 1588 году.
Полное название — «О единой истинной православной вере и о святой соборной апостолской церкви откуду начало приняла и како повсюду распростреся».

## Предпосылки появления трактата
«Книжиця о единой православной истинной вере…» (или «Книжица», или «Острожский сборник в шести разделах») — полемический трактат, направленный на систематизацию православного вероучения. Трактат появился в результате процессов Реформации, Контрреформации и католической реформы в Европе, и как реакция на религиозно-идеологическое наступление католицизма на православие, которое в 1596 привело к заключение Брестской унии.
Появлению «Книжицы» предшествовал выход в свет в 1581 году «Острожской Библии». В предисловии к этому изданию первый ректор Острожской академии Герасим Смотрицкий выступил с решительной критикой нападений польских иезуитских писателей Бенедикта Гербеста и Петра Скарги на православную веру.
Двумя другими важными полемическими произведениями, хронологически предшествовавшими появлению «Книжицы», были «Про единство церкви Божией» (1577) Пётра Скарги и «Ключ царства небесного» (1587) Герасима Смотрицкого.
Трактат содержит шесть разделов, каждый из которых рассматривает отдельный догматический вопрос, в рамках конфессиональной полемики между православием и католицизмом XVI—XVII веков. В 1598 году вышла вторая редакция «Книжицы», которая содержала уже десять разделов, и включала в себя вопросы, появление которых обусловлено заключением Брестской унии .

## Содержание

### Раздел I
Первый раздел трактата под названием «О единой истинной православной вере и о святой соборной апостолской церкви откуду начало приняла и како повсюду распростреся». В этом разделе автор, прежде всего, отстаивает позицию о том, что Иисус Христос — основа и глава Церкви, что идёт вразрез с католической доктриной о наместничестве Папы Римского и обоснованием власти понтифика, как преемника Апостола Петра. Вопреки католическому убеждению о происхождении христианской веры из Рима, Василий Суражский-Малюшицкий приводит доказательства тезиса о том, что вера пришла из Иерусалима.

### Раздел II
Название второго раздела — «О происхождении Всесвятого и Животворящего Духа от Отца единого сходит так же, как Единородный Сын, Слово Божие, предвечно от того же Отца рождается …». Раздел посвящён критике католической традиции трактовки библейских текстов, которая предусматривает, среди прочего, сошествие Святого Духа не только от Бога Отца, но и от Бога Сына. Полемист, со своей позиции, считает невозможным для человека постижение истинной природы догматов, а следовательно призывает принимать догматы простой верой, как истинные откровения.
"Дух Святой сходит, как и Сын Божий рождается от единого начала, как от источника и корня Божества, от Отца исходящего; а каждого, кто исповедует сошествие Святого Духа и от Сына, Суражский называет таким, что не от божественного писания глаголет, а от суеты ума своего, от вымыслов прошлых ".
Главной мыслью второго раздела «Книжицы» можно считать то, что нельзя толковать Библию самовольно, отталкиваясь от инструментария светской философии. Автор также сетует католикам на то, что их учения наполнены противоречиями из-за того, что они признают два божественных начала.

### Раздел III
Третий раздел состоит из трех глав: «Про першенство…», «Про начальство папы» и «Про латынян, что отступили от православных патриархов…».. Раздел посвящён утверждению авторской позиции про духовный авторитет Иерусалима, подчеркивается равенство всех апостолов, а следовательно, нивелируется концепт преимущества Папы Римского, как преемника апостола Петра, над другими патриархами. Подтверждение первенства Петра среди апостолов автор не находит ни в апостольской письменности, ни в истории первичной церкви. К тому же, автор противопоставляет римской монархической теории идеал соборности Христовой церкви.

### Раздел IV
Четвёртый раздел содержит рассуждения о таинстве евхаристии. Автор признает иудейское происхождение традиции, однако отрицает использование в таинстве просфоры, как атрибута Ветхого Завета, и признает использование квасного (кислого) хлеба. Автор аллегорически проводит различие между «хлебом» и «пресным (просфорой)» как между «телом» и «трупом». В подтверждение своей защиты традиции квасного хлеба в евхаристии Суражский обращается к показаниям евангелистов:

«Да и сам Господь наш Иисус Христос, обучая учеников своих молиться — не пресный прошедшего, — но хлеба нашего ежедневного просить велел».
В этом же разделе автор критикует католический пост в субботу, который был народным обычаем в Речи Посполитой, и защищает византийскую традицию поста в среду и пятницу. Две других темы, затрагиваемые автором в этой части трактата — вопрос брака в контексте духовенства и католический догмат о чистилище.

### Раздел V
Раздел пятый — «Об изменении дней и праздников» посвящён отстаиванию Юлианского календаря как «старой» календарной традиции. Пятый раздел «Книжицы» про Юлианский календарь, таким образом, вписывается в православный концепт «держаться старины», а следовательно, является неотъемлемым её атрибутом.

### Раздел VI
Шестой раздел — «Про святые храмы … и о почитании святых икон, в память Богочеловеческого Воплощения Спаса нашего написано» — посвящён значению Храма Божьего для православных христиан как места, где «присутствует милость Божия», и отстаивает благоговейное отношение к иконам.

### Дополненная редакция «Книжицы»
Дополненная редакция «Книжицы» 1598 года состоит из десяти разделов и содержит, кроме вышеупомянутого, восемь писем Патриарха Александрийского Мелетия Пигаса, письмо князя Константина Константиновича Острожского и анонимное («от афонских монахов») письмо Иоанна Вышенского князю Острожскому — единственную прижизненную публикацию одного из произведений этого западнорусского выдающегося духовного писателя, православного монаха, антиуниатского публициста и полемиста.

### Дополнение
В 1648 Нафанаил, игумен Киево-Михайловского монастыря, издал «Книжицу, или Описания о вере православной, о святой церкви восточной, об изряднейших правоверных артикулах, от божественного писания, путного ради случая, в гонении от нужды собранной». Составленная им «Книга о вере…» напечатана в славяно-русском переложении в Москве Стефаном Вонифантьевым. В этой «Книге о вере» собраны извлечения из различных западнорусских полемических трактатов, преимущественно из сочинений Захарии (Копыстенского), направленных против иноверцев, особенно против латинян и униатов.